# Ca n'Eimeric
|  | Per a altres significats, vegeu «Ca n'Eimeric (Riudellots de la Selva)». |

Ca n'Eimeric és una masia al petit nucli de Sant Martí Sesserres, al municipi de Cabanelles (l'Alt Empordà). Està ubicada al costat de l'església. Segons el Pla Especial d'identificació i regulació de masies i cases rurals de l'Ajuntament de Cabanelles, Ca n'Eimeric és una edificació construïda vers la meitat del segle xviii.
Masia de planta més o menys rectangular formada per l'habitatge i diversos edificis auxiliars, tot delimitat per un mur de tanca que presenta una porta d'arc rebaixat bastida en maons. L'habitatge és rectangular, amb la coberta de dues vessants de teula i distribuït en planta baixa, pis i golfes. La façana principal, orientada a migdia, presenta obertures rectangulars emmarcades amb carreus de pedra i les llindes planes. Les del pis tenen la llinda sostinguda per permòdols i la de les golfes és d'arc de mig punt feta de maons. La façana posterior, a peu del camí que porta al nucli, té dos petits volums adossats i una rampa de pedra que dona accés a la porta, emmarcada amb carreus de pedra i la llinda plana. La façana de ponent presenta les finestres del pis rectangulars i bastides en maons. A la planta baixa hi ha un portal d'arc rebaixat adovellat, amb els brancals fets de carreus ben escairats. Els cossos auxiliars, disposats a la banda sud-oest de la construcció, presenten les cobertes d'un i dos vessants i estan distribuïts en planta baixa o bé planta baixa i pis. Són destinats a usos agrícoles.
La construcció és bastida en pedra desbastada de mida mitjana, disposada en filades regulars. La façana principal, en canvi, presenta la pedra lligada amb abundant morter de calç.